# Hardcore Justice
Hardcore Justice, origineel bekend als Hard Justice, is een professioneel worstel- en Impact Plus evenement dat georganiseerd wordt door de Amerikaanse worstelorganisatie Impact Wrestling (voorheen bekend als Total Nonstop Action Wrestling (TNA)). Het evenement debuteerde in mei 2005 als een pay-per-view (PPV) evenement. Vanaf 2006 werd het evenement gehouden in augustus tot 2010, waar het evenement bekend stond als Hard Justice. TNA liet Hardcore Justice vallen als een pay-per-view evenement in 2013, na de aankondiging dat er het hele jaar door slechts vier pay-per-view evenementen zouden plaatsvinden en het werd behouden als een speciale aflevering van TNA's wekelijkse televisieprogramma van Impact Wrestling.

## Evenementen
| Evenement             | Datum                             | Stad                 | Locatie              | Main Event |
| --------------------- | --------------------------------- | -------------------- | -------------------- | --- |
| Hard Justice 2005     | 15 mei 2005                       | Orlando, Florida     | Impact Zone          | Jeff Jarrett (c) vs. A.J. Styles met Tito Ortiz als Special Guest Referee voor het NWA World Heavyweight Championship |
| Hard Justice 2006     | 13 augustus 2006                  | Orlando, Florida     | Impact Zone          | Jeff Jarrett (c) vs. Sting voor het NWA World Heavyweight Championship |
| Hard Justice 2007     | 12 augustus 2007                  | Orlando, Florida     | Impact Zone          | TNA en IWGP World Heavyweight Champion Kurt Angle vs. TNA World Tag Team en X Division Champion Samoa Joe in een Winner Takes All match |
| Hard Justice 2008     | 10 augustus 2008                  | Trenton, New Jersey  | Sovereign Bank Arena | Samoa Joe (c) vs. Booker T in een Six Sides of Steel Weapons match voor het TNA World Heavyweight Championship |
| Hard Justice 2009     | 16 augustus 2009                  | Orlando, Florida     | Impact Zone          | Kurt Angle (c) vs. Matt Morgan vs. Sting in a 3-way match voor het TNA World Heavyweight Championship |
| Hardcore Justice 2010 | 8 augustus 2010                   | Orlando, Florida     | Impact Zone          | Rob Van Dam vs. Sabu in a Hardcore Rules non-title match |
| Hardcore Justice 2011 | 7 augustus 2011                   | Orlando, Florida     | Impact Zone          | Sting (c) vs. Kurt Angle voor het TNA World Heavyweight Championship |
| Hardcore Justice 2012 | 12 augustus 2012                  | Orlando, Florida     | Impact Zone          | Austin Aries (c) vs. Bobby Roode voor het TNA World Heavyweight Championship |
| Hardcore Justice 2013 | 15 augustus 2013 22 augustus 2013 | Norfolk, Virginia    | Constant Center      | 15 augustus: Chris Sabin (c) vs. Bully Ray in een Steel cage match voor het TNA World Heavyweight Championship 22 augustus: The Main Event Mafia (Sting, Samoa Joe, Magnus, Rampage Jackson) & A.J. Styles vs. Aces & Eights (Wes Brisco, Garrett Bischoff, Devon, Mr. Anderson & Knux) in een Loser of the Fall Must Leave TNA match |
| Hardcore Justice 2014 | 20 augustus 2014                  | New York             | Grand Ballroom       | Bobby Roode vs. Eric Young vs. Gunner vs. Austin Aries vs. Magnus vs. James Storm in een Six Sides of Steel Cage Xscape match voor een toekomend wedstrijd voor het TNA World Heavyweight Championship |
| Hardcore Justice 2015 | 1 mei 2015                        | Orlando, Florida     | Impact Zone          | Kurt Angle vs. Eric Young in een Stretcher match |
| Hardcore Justice 2021 | 10 april 2021                     | Nashville, Tennessee | Skyway Studios       | Violent By Design (Eric Young, Deaner, Joe Doering & Rhino) vs. Team Dreamer (Eddie Edwards, Rich Swann, Willie Mack & Trey Miguel) in een 8-man Hardcore War match |